# باتريك ناغي
باتريك ناغي (بالمجرية: Nagy Patrik)‏ (16 فبراير 1991 في المجر - ) هو لاعب كرة قدم مجري في مركز الوسط. شارك مع منتخب المجر تحت 21 سنة لكرة القدم. أما مع النوادي، فقد لعب مع رابيد فيينا ونادي أويبست ونادي فاساس وSV Seligenporten ‏ وFerencvárosi TC II ‏ وزومباثلي هالاداس ‏ ونادي كيكسكيميت.

## وصلات خارجية
- باتريك ناغي على موقع قاعدة بيانات كرة القدم.إي يو (الإنجليزية)
- باتريك ناغي على موقع Soccerway.com (الإنجليزية)